# Christoph Prignitz
Christoph Prignitz (* 21. Oktober 1948 in Hamburg; † 10. Februar 2024) war ein deutscher Literaturwissenschaftler. 

## Leben
Nach dem Studium der Germanistik, Geschichte und Erziehungswissenschaft in Hamburg und dem ersten und zweiten Staatsexamen in diesen Fächern erfolgte 1976 die Promotion zum Dr. phil. Seine Dissertation schloss er mit einer Arbeit über Friedrich Hölderlin ab. Ein weiteres bestimmendes Thema seiner Arbeit waren antike Uhren, die er in einem historischen kulturellen Kontext betrachtete.
Ab 1978 unterrichtete er als Lehrer am Neuen Gymnasium Oldenburg. Er war auch Lehrbeauftragter der Universität Oldenburg.

## Veröffentlichungen (Auswahl)
- Die Bewältigung der Französischen Revolution in Hölderlins "Hyperion", in: Blätter für württembergische Kirchengeschichte 1966/67, 264–277.
- Friedrich Hölderlin. Die Entwicklung seines politischen Denkens unter dem Einfluß der Französischen Revolution, Buske, Hamburg 1976, ISBN 978-3-87118-234-1.
- Der Gedanke des Vaterlands im Werk Hölderlins, in: Jahrbuch des Freien Deutschen Hochstifts 1976, 88–113.
- Friedrich Hölderlin. Ideal und Wirklichkeit in seiner Lyrik.
- Vaterlandsliebe und Freiheit. Deutscher Patriotismus von 1750 bis 1850, Steiner, Wiesbaden 1981, ISBN 978-3-515-03340-4.
- Erotische Uhren. Zeit für die Liebe, Ebner, Ulm 2004, ISBN 978-3-87188-052-0.
- Bürgerliches Leben im Zeichen der Uhr. Bemerkungen zu einer literarischen Kontroverse um 1800 in Deutschland. Lang, Frankfurt a. M. 2005, ISBN 978-3-631-53792-3.
- Dichter auf dem Weg ins Unpolitische, Bernstein Verlag 2011, ISBN 978-3-939431-47-3.
- Zeit für Hamburg. Eine Uhr der Sternwarte und ihr historisches Umfeld. Hamburg: tredition 2012.
- Das Gesetz der Uhr. Bürgerliche Wege in die Moderne, Oldenburg: Isensee 2015, 263 Seiten, zahlreiche Abbildungen, ISBN 978-3-7308-1154-2.
- Friedrich Corleis (1853–1896). Uhrmacher und Dichter aus Altona, Berlin:Peter Lang Verlag 2019, 201 Seiten, Abbildungen, ISBN 978-3-631-79464-7.
- Hölderlin: Ein Porträt und eine Skizze von Arno Nadel (1878–1943). Berlin: Wissenschaftlicher Verlag Berlin 2022.
- Hölderlins Gedichte gehörten dazu. Der Verleger Carl Joseph Meyer (1796–1856) und die Volksaufklärung. Oldenburg 2024, OCLC 1417374855